# First Solar
First Solar est une entreprise américaine fabriquant des panneaux solaires et l'un des leaders mondiaux dans ce domaine.

## Généralités
Les sites de production de First Solar sont situés aux États-Unis, en Malaisie et en Allemagne. En 2011, la capacité cumulée de production dépassait cinq gigawatts-crête (GWc). À l’échelle mondiale, First Solar est l'un des plus importants fabricants de panneaux photovoltaïques grâce à une technologie à couche mince semi-conductrice à base de tellurure de cadmium (CdTe). Cette technologie brevetée offre un rendement énergétique plus élevé que le silicium traditionnel et s’avère beaucoup moins coûteuse. Les panneaux photovoltaïques à base de tellurure de cadmium à couche mince bénéficient de la plus faible empreinte carbone de toutes les sources énergétiques, après l'éolien. First Solar est en outre la première entreprise du secteur solaire à être parvenue à réduire ses propres coûts de production à hauteur de 0,74 dollar par watt (novembre 2011). En juin 2009, la société a annoncé qu’elle prévoyait d'abaisser le coût de production par watt d'ici 2014 à un niveau compris entre 0,52 et 0,63 dollar. En novembre 2012, son coût de production atteint déjà 0,67 dollar par watt. First Solar a construit quelques-uns des plus grands sites photovoltaïques au monde.
Leur réseau de distribution des panneaux solaires couvre plus de 39 distributeurs et des grossistes, à travers plus de 12 différents pays.

## Histoire
First Solar a été fondé en 1999 à Tempe, en Arizona (États-Unis). L’entreprise est née à la suite de la vente de Solar Cell Inc. (SCI) à True North Partners (une entreprise appartenant à la famille Walton, fondatrice de Walmart). First Solar est actuellement dirigé par Michael J. Ahearn, qui fut aussi son premier PDG. L’exploitation commerciale des panneaux photovoltaïques a débuté en 2002, puis l’entreprise s’est développée avec la mise en place d’une nouvelle chaîne de production à Perrysburg (Ohio) et de quatre autres en Allemagne.
En 2006, First Solar a atteint un rythme annuel de production de 100 MW. La même année, l'entreprise a annoncé la construction de 16 nouvelles lignes de production à Kulim, en Malaisie et a fait son entrée à la Bourse technologique du NASDAQ, où elle est toujours cotée. En 2009, First Solar a investi dans deux nouvelles usines en Malaisie, chacune constituée de 4 lignes de production.
À l’été 2009, l’entreprise a annoncé sa volonté de construire un site de production en France : l’usine de Blanquefort, en Aquitaine, devait représenter le plus grand centre de production de panneaux photovoltaïques français et contribuer à la création de quelque 400 emplois. Le 17 décembre 2010, la création de cette usine a été suspendue, à la suite des incertitudes liées aux changements intervenus dans la politique française en matière d'énergies renouvelables. Pour First Solar et son partenaire EDF Énergies Nouvelles (EDF EN), les conditions politiques actuelles ne permettent pas de bénéficier de la visibilité et du cadre légal nécessaires à la réalisation d'investissements de grande ampleur.
En 2011, First Solar a démarré la construction d'un nouveau site de production aux États-Unis (Arizona).
En juillet 2010, l’entreprise a créé en son sein une entité dédiée aux systèmes de distribution d’énergie afin de répondre aux besoins du marché des systèmes et solutions photovoltaïques à grande échelle. Tout en continuant à commercialiser panneaux solaires et projets clés en main - incluant ingénierie, processus d’achat, construction, opérations et services d'entretien -, cette entité a vocation à apporter son soutien aux fournisseurs d’énergie sur la base d'un modèle économique intégré, fondé sur son portefeuille de produits.
En 2010, First Solar a également fait son entrée au sein de l'indice boursier S&P 500. C’est la première fois qu’une entreprise du secteur solaire intègre cet indice.
En avril 2012, First Solar a annoncé la restructuration de ses activités au niveau mondial. En Allemagne, le site de Francfort-sur-l'Oder sera fermé d'ici fin 2012. Cette réorganisation des activités doit permettre de mieux adapter l'offre aux besoins du marché et de réduire les coûts de First Solar de 30 à 60 millions de dollars en 2012.

## Principaux actionnaires
Au 6 février 2020:
| Lukas T Walton                | 21,3% |
| The Vanguard Group            | 6,58% |
| Baillie Gifford & Co.         | 6,14% |
| Farhad Fred Ebrahimi          | 6,14% |
| Capital Research & Management | 5,69% |
| Wellington Management         | 4,40% |
| Artisan Partners              | 3,05% |
| Maverick Capital              | 2,85% |
| Carmignac Gestion             | 2,43% |
| BlackRock Fund Advisors       | 2,38% |

## Production
En juillet 2011, First Solar a établi un nouveau record mondial en atteignant une efficacité de conversion de 17,3 % pour ses panneaux solaires à base de tellurure de cadmium. Validé par le laboratoire national des énergies renouvelables américain (NREL), ce record dépasse celui de 16,7 % établi par l'entreprise en 2011. En janvier 2012, les panneaux First Solar ont encore amélioré leur efficacité à hauteur de 14,4 %.
Ils ont en outre reçu en juillet 2011 la certification internationale 61701 IEC qui confirme que cette technologie à couche mince peut être utilisée sous diverses conditions d'exploitation, y compris en milieu côtier.
Au premier trimestre 2012, les capacités de production de First Solar s'élève à 70 MW par ligne de fabrication et le rendement de conversion photovoltaïque moyen par panneau, à 12,4 %, soit une augmentation significative par rapport à 2003 où le rendement moyen était d'environ 7 %. En avril 2012, l'entreprise a prévu une diminution de sa production pour 2012 de 1,68 GW, du fait de la surcapacité observée sur le marché mondial.

## Recyclage
First Solar est la première entreprise de l’industrie photovoltaïque à mettre en œuvre un programme de collecte et de recyclage préfinancé de ses panneaux photovoltaïques. Les propriétaires de panneaux First Solar peuvent à tout moment demander à l'entreprise de les récupérer et de les recycler. Selon First Solar, jusqu’à 95 % du matériel semi-conducteur peut être récupéré dans le cadre d’un circuit de recyclage fermé et servir à construire de nouveaux panneaux photovoltaïques. Le verre peut également être réutilisé à 90 % pour fabriquer d’autres produits. Le programme est financé par une contribution intégrée au prix de vente des panneaux. Cette contribution est versée sur un compte dédié et soumis à un contrôle indépendant. Le recyclage des panneaux s'en trouve ainsi assuré sur le long terme, indépendamment de First Solar. Hormis ce système propre à First Solar, la plupart des fabricants européens se sont engagés, comme First Solar, au sein de l’association professionnelle PV Cycle, à mettre en place un système de collecte et de recyclage des panneaux, quelle que soit leur marque. Les entreprises assument ainsi leurs responsabilités pendant toute la durée de vie des panneaux et, conformément au principe de conservation des ressources naturelles, font leur possible pour garantir leur réutilisation.

## Développement
First Solar vend ses produits à des promoteurs de projets photovoltaïques, des intégrateurs de systèmes photovoltaïques et des organismes publics. C’est en Allemagne que les ventes ont démarré le plus rapidement grâce à la politique de ce pays en faveur des énergies renouvelables et plus particulièrement de l’énergie solaire mise en place en 2000 (Loi sur les sources d’énergies renouvelables).
En Amérique du Nord et en Australie, First Solar développe également un certain nombre de projets. L'entreprise a déjà construit une centrale solaire de 21 MW à Blythe, en Californie, ainsi qu'une centrale solaire de 80 MW à Sarnia en Ontario (Canada). Le site de Sarnia fait figure de plus grand parc solaire du Canada.
Deux des plus grands sites solaires du monde, représentant chacun 550 MW, sont actuellement développés en Californie par First Solar : la ferme solaire Topaz et celle de Desert Sunlight. À eux deux, ces projets fourniront l'électricité nécessaire à 320 000 foyers californiens, évitant l'émission d'environ 600 000 tonnes métriques de CO2 par an, soit l'équivalent de plus de 100 000 voitures évitées sur la route.
First Solar a par ailleurs noué plusieurs partenariats à travers le monde. En 2007, des contrats ont été signés avec EDF EN, Séchilienne-Sidec, Rio Énergie et Sun Edison,. Ils viennent s’ajouter aux partenariats conclus avec Belectric, Colexon Energy AG, Conergy AG, Gehrlicher Umweltschonende Energiesysteme GmbH, Juwi Solar GmbH  et Phoenix Solar AG. En mai 2009, First Solar a également conclu un accord avec Pfalzsolar GmbH et la société italienne Energy Resources. En 2010, First Solar s'est associé au projet Desertec, qui vise à construire de vastes centrales solaires en Afrique du Nord. Celles-ci produiront de l'électricité aussi bien pour la consommation locale que pour l'exportation vers l'Europe. En 2010 et 2011, First Solar a signé des accords de fourniture de panneaux solaires pour des projets locaux avec les leaders indiens ACME Tele Power Ltd. et Moser Baer India Ltd.En mai 2011, First Solar et China Power International New Energy ont signé un contrat de coopération pour des projets potentiels en Chine, aux États-Unis et sur d’autres marchés internationaux.

## First Solar en France
En France, First Solar mène à bien plusieurs projets de centrales solaires au sol et en toiture. Parmi les projets déjà construits figurent les sites de Narbonne, Bourgbarré, Lunel, Sainte-Tulle, Manosque, Romilly-sur-Seine, Valderoure, Bouloc, Puyloubier, Fabrègues, Saint-Amadou-Sarabanis, Gabardan, Verneuil-Charrin. First Solar est également présent commercialement en France et travaille avec plusieurs partenaires, dont EDF Énergies Nouvelles, Séchilienne Sidec, AES Solaire France, Gehrlicher Solar AG, Juwi Solar GmbH, Belectric, Phoenix Solar AG, Conergy, Sorgenia SpA et Photosol,.
En 2009, First Solar et son partenaire EDF Énergies Nouvelles avaient annoncé leur intention de construire la plus grande usine de panneaux photovoltaïques de France, à Blanquefort, en Aquitaine. Ce projet a été abandonné en août 2012 à la suite de changements significatifs intervenus dans la politique du Gouvernement français en matière d'énergie solaire.

## First Solar s'engage en faveur du développement durable
En juin 2009, le CLER (Comité de Liaison des Énergies Renouvelables) a conclu un partenariat de trois ans avec First Solar dans le but de conduire ensemble un certain nombre d'actions de promotion et d’optimisation du secteur des énergies renouvelables en France. En novembre 2011, le CLER a édité un guide sur l'intégration des parcs solaires dans l'environnement.
En 2010, First Solar et la Fondation Nicolas-Hulot ont signé un partenariat ayant pour objet la préservation de la nature et le développement durable. En décembre 2011, la Fondation a publié "État des lieux et analyse: l'énergie solaire photovoltaïque" un tableau de bord de l'énergie solaire photovoltaïque.
En 2010, First Solar a par ailleurs évalué l'impact des parcs solaires sur la biodiversité locale, en partenariat avec une association allemande de protection de l'environnement (Deutsche Umwelthilfe), l'Agence allemande des Énergies Renouvelables (AEE) et d'autres parties prenantes. Le fait que la faune et la flore aient pu bénéficier de conditions favorables sur des sites photovoltaïques - lorsque ceux-ci respectent certaines pratiques responsables - constitue l'un des principaux enseignements de cette étude. Les résultats sont disponibles sur le site Internet de l'Agence allemande des Énergies Renouvelables (AEE).

## Centrales équipées

### Toul-Rosières (Meurthe-et-Moselle)
First Solar fournit les panneaux photovoltaïques à couche mince de la centrale photovoltaïque de Toul-Rosières, l'une des plus importantes centrales solaires d'Europe. La centrale de 115 MWc, installée sur l'ancienne base aérienne 136 Toul-Rosières (une ancienne base de l'OTAN, située près de Nancy), a été développée par EDF EN,. Ce site, dont la construction a commencé en 2011, est équipé d'environ 1,4 million de panneaux solaires. Elle est entrée en phase de test en septembre 2012 et en phase de production en novembre 2012. Ce site produira assez d'électricité pour subvenir aux besoins d'environ 55 000 habitants par an.

### Losse-Gabardan (Landes)
EDF EN gère la centrale photovoltaïque de Losse, située près de Mont-de-Marsan, d'une puissance de 67,2 MWc et équipée de panneaux photovoltaïques First Solar. Cette centrale solaire constitue une importante source d'énergie renouvelable pour la région. Située sur la commune de Losse, dans la zone d'activités du Gabardan, au sud-est des Landes (Aquitaine), cette centrale est implantée sur un terrain de 317 ha mis à disposition par la communauté de communes du Gabardan (CCG).

### Puyloubier (Bouches-du-Rhône)
En mai 2011, EDF EN a inauguré un nouveau parc solaire à Puyloubier, dans les Bouches-du-Rhône. Avec 300 jours de Soleil par an, la région PACA présente le meilleur taux d'ensoleillement de France métropolitaine. D'une puissance de 6,5 MWc, cette centrale solaire  fournit suffisamment d'électricité pour répondre aux besoins annuels de 4 100 habitants, soit plus de deux fois la population de Puyloubier. Afin d’exploiter au mieux le potentiel énergétique de la région, First Solar a fourni 86 000 panneaux photovoltaïques à couche mince à son partenaire EDF EN qui a financé et construit le site, et en assure désormais la maintenance.

### Fabrègues (Hérault) et Saint-Amadou-Sarabanis (Ariège)
En mai 2011, Juwi et Séchilienne-Sidec ont inauguré les parcs photovoltaïques de Fabrègues (Hérault) et de Saint-Amadou–Sarabanis (Ariège). First Solar a fourni l’ensemble des 130 000 panneaux nécessaires à la réalisation de ces projets. La mise en service de la centrale de Saint-Amadou–Sarabanis permettra d’alimenter en électricité propre près de 4 900 foyers grâce à sa puissance de 8,5 MWc. La centrale de Fabrègues, quant à elle, est un bel exemple d’intégration de parc photovoltaïque dans le paysage. Des espaces favorisant la biodiversité ont été créés tandis que l’esthétique des panneaux a permis de limiter l’impact visuel du parc. Avec sa puissance d’1,3 MW, celui-ci alimentera près d’un quart des besoins en énergie d’une ville comme Fabrègues.

### Bouloc (Haute-Garonne)
EDF EN a inauguré le 19 juillet 2011 une centrale solaire à Bouloc, dans le département de la Haute-Garonne. D’une capacité installée de 10,15 MWc, cette centrale produit l’équivalent de la consommation électrique de 6 000 habitants. Elle est financée, développée et construite par EDF EN. Les 135 000 panneaux solaires qui composent le site sont fabriqués par First Solar selon la technologie dite « à couche mince ». La centrale, dont la construction a débuté en mars 2010, est opérationnelle depuis mars 2011.

### Lieberose (Allemagne)
Début 2009, le développeur de projets allemand Juwi a entamé la construction d’un parc solaire à partir de panneaux First Solar. Situé sur l’ancien terrain d’entraînement militaire de Lieberose, à proximité de Cottbus (Allemagne), ce parc couvre 163 ha et constitue la troisième plus grande centrale solaire d’Allemagne. Le site n’était plus utilisé depuis la réunification allemande et le retrait de l’armée soviétique dans les années 1990. Jusqu’à présent, l'utilisation des surfaces abandonnées s’avérait délicate, du fait notamment de la contamination d’une grande partie du terrain par des résidus toxiques.
L'exploitation du parc solaire offre ainsi des bénéfices écologiques importants, liés, d'une part, à une économie d’environ 35 000 tonnes de CO2 par an et, d'autre part, à l’assainissement du terrain, financé par le bail et par une participation sur l’électricité produite. Au total, ce sont cinq millions d’euros qui sont alloués à cette fin. Le projet présente de fait un double avantage pour l’environnement : une production d’énergie propre grâce au  photovoltaïque et la décontamination et le déminage du terrain, financés par l’énergie produite sur place. Le rendement total prévu s’élève à quelque 53 MW, soit l’équivalent de la consommation d’environ 15 000 foyers par an.

### Sarnia (Canada)
En 2010, First Solar a achevé la construction d'une centrale solaire de 80 MW à Sarnia dans le sud de l'Ontario, au Canada. Au moment de son achèvement, il s'agissait du plus important projet photovoltaïque d'Amérique du Nord. Le site fournit suffisamment d'énergie pour répondre aux besoins de plus de 10 000 foyers par an, tout en évitant l'émission d'environ 22 000 tonnes métriques de CO2 par an - l'équivalent d'environ 5 500 voitures évitées sur les routes canadiennes.

### Ordos (Chine)
En septembre 2009, First Solar et le gouvernement chinois ont signé un accord de principe pour la construction d'une centrale solaire à Ordos, en Mongolie Intérieure. D'une capacité de production de 2 GW, il s'agirait de la plus grande centrale solaire au monde. Une fois construit, le site sera en mesure de fournir en électricité près de 3 millions de foyers. La construction devrait commencer par une centrale solaire pilote d’une capacité de 30 MW. Il sera suivi de la construction de deux sites de respectivement 100 et 870 MW. Enfin, la dernière partie du site sera dotée d’une capacité d'1 GW. La fixation d'un tarif de rachat pour l’électricité produite permettra d'assurer un prix de vente fixe sur le long terme.
En 2011, First Solar a par ailleurs signé avec China Guangdong Nuclear un accord de principe pour la construction d'un projet pilote de 30 MW.

### Masdar City (Abu Dhabi)
Conçu par le cabinet d'architectes britannique Forster & Partners, le projet de Masdar, situé à Abu Dhabi, vise à créer une ville « zéro carbone, zéro déchet ». First Solar a fourni les panneaux solaires nécessaires à la construction de cette centrale photovoltaïque de 5 MW qui sera intégrée aux autres sources d’énergie renouvelable de la ville.

### Topaz Solar Farm (États-Unis)
Le projet Ferme solaire Topaz a pour but de créer une centrale photovoltaïque de 550 MW dans le Comté de San Luis Obispo en Californie. Celle-ci est en cours de construction et sera opérationnelle en 2014. Elle devrait alimenter en électricité plus de 160 000 foyers.